# Мартыново (Чувашия)
Марты́ново (чув. Йӗршер) — деревня в Козловском районе Чувашской Республики России. Входит в состав Аттиковского сельского поселения. В честь деревни был назван Мартыновский могильник.

## География
Деревня находится в северо-восточной части Чувашии, в пределах Чувашского плато, в зоне хвойно-широколиственных лесов, на берегах реки Белая Воложка, к югу от автодороги М7, на расстоянии примерно 7 километров (по прямой) к юго-западу от города Козловки, административного центра района. Абсолютная высота — 141 метр над уровнем моря.
Климат
Климат характеризуется как умеренно континентальный, с продолжительной морозной зимой и тёплым летом. Среднегодовая температура воздуха — 2,9 °С. Средняя температура воздуха самого тёплого месяца (июля) — 18,6 °C (абсолютный максимум — 38 °C); самого холодного (января) — −13 °C (абсолютный минимум — −44 °C). Безморозный период длится около 148 дней. Среднегодовое количество осадков составляет около 513 мм, из которых 359 мм выпадает в тёплый период. Снежный покров образуется в середине ноября и держится в течение пяти месяцев.
Часовой пояс
Деревня Мартыново, как и вся Чувашия, находится в часовой зоне МСК (московское время). Смещение применяемого времени относительно UTC составляет +3:00.

## История
Деревня появилась в XVIII веке как выселок села Преображенское (ныне село Аттиково). Жители — до 1866 года государственные крестьяне; занимались земледелием, животноводством, столярным и токарным промыслами. В начале XX века функционировала церковно-приходская школа, действовали ветряная мельница, шерстобойное заведение, крупообдирочная машина. В 1931 году образован колхоз «XI-летие Красной Чувашии».

## Население
| 2010 | 2012 |
| ---- | ---- |
| 93   | ↗95  |

Гендерный состав
По данным Всероссийской переписи населения 2010 года в гендерной структуре населения мужчины составляли 47,3 %, женщины — соответственно 52,7 %.
Национальный состав
Согласно результатам переписи 2002 года, в национальной структуре населения чуваши составляли 95 % из 97 человек.

## Уроженцы
- Андрианов Арсений Андреевич (Андрианович; 1912, Мартыново, Чебоксарский уезд, Казанская губерния — 1942, Сталинградский фронт, неизвестно) — первый парашютист[9][10] и инструктор парашютного спорта Чувашии[11], лётчик штурмовой авиации, участник Великой Отечественной войны[12].
- Краснов Пётр Дмитриевич (1912, Мартыново, Чебоксарский уезд, Казанская губерния — ноябрь 1941, под Москвой) — советский государственный деятель, статистик, организатор планового хозяйства. Работал первым заместителем Председателя Совета народных комиссаров Чувашской АССР, являлся депутатом Верховного Совета Чувашской АССР, избран депутатом Верховного Совета СССР первого созыва (Совет национальностей).